# Tang Fei

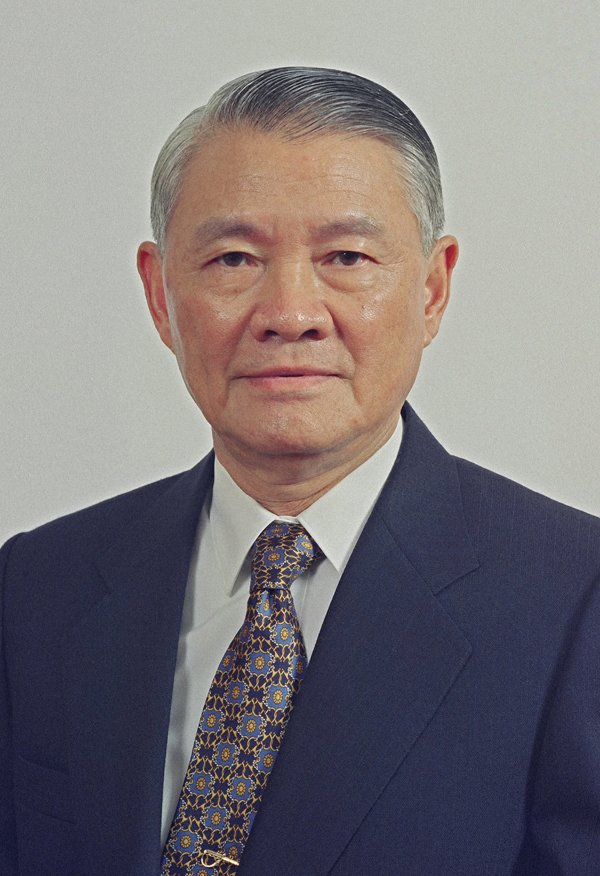
Tang Fei – 唐飛

Tang Fei (chinesisch 唐飛 / 唐飞, Pinyin Táng Fēi, * 15. März 1932 in Taicang, Provinz Jiangsu, Republik China) ist ein taiwanesischer General und Politiker der Kuomintang, der unter anderem 2000 Premierminister der Republik China war.

## Leben

### Aufstieg zum Generalstabschef und Verteidigungsminister
Tang Fei wuchs zur Zeit der Republik auf Festlandchina auf und ging nach der Niederlage der Kuomintang von Chiang Kai-shek gegen die Kommunistische Partei Chinas von Mao Zedong im Chinesischen Bürgerkrieg 1949 ins Exil nach Taiwan. Dort trat er in die Luftstreitkräfte der Republik China ein und absolvierte eine Offiziersausbildung an der Luftwaffenakademie. Nach deren Abschluss war er in den 1950ern Kampfpilot und fand in der Folgezeit zahlreiche Verwendungen als Offizier und Stabsoffizier. Er war unter anderem von 1985 bis 1986 Superintendent der Luftwaffenakademie sowie 1989 Kommandierender General des Luftangriffskommando, ehe er zwischen 1989 und 1991 stellvertretender Oberkommandierender der Luftstreitkräfte. Später war er als Nachfolger von Generalleutnant Lin Wen-li von September 1992 bis zu seiner Ablösung durch Generalleutnant Huang Hsien-jung im Juni 1995 Oberkommandierender der Luftstreitkräfte sowie zwischen 1995 und 1998 stellvertretender Chef des Generalstabes, ehe er zuletzt nach seiner Beförderung zum General als Nachfolger von General Lo Pen-li vom 5. März 1998 bis zu seiner Ablösung durch General Tang Yao-ming am 31. Januar 1999 Chef des Generalstabes der Streitkräfte der Republik China war.
Am 1. Februar 1999 löste Tang Fei Chiang Chung-ling als Minister für Landesverteidigung ab. Als solcher gehörte er zu den populärsten Ministern im Kabinett von Premierminister Vincent Siew und war maßgeblich an der parlamentarischen Verabschiedung des Nationalen Verteidigungsgesetzes, das das Militär in den Dienst des Landes anstelle der Kuomintang stellte.

### Premierminister von Mai bis Oktober 2000
Nachdem Chen Shui-bian von der Demokratische Fortschrittspartei (DDP) am 20. Mai 2000 das Amt des Staatspräsidenten von Taiwan angetreten hatte, ernannte dieser Tang Fei, der der seit 55 Jahren allein regierenden Kuomintang (KMT) angehörte, zum Nachfolger von Vincent Siew als Premierminister (Präsident des Exekutiv-Yuan).
Seinem Kabinett gehörten unter anderem Tien Hung-mao als Außenminister, Wu Shih-wen als Verteidigungsminister, Shea Jia-dong als Finanzminister und Chang Po-ya als Innenministerin an. Zuvor hatte die KMT-Führung Tengs Ernennung widerwillig zugestimmt, aber eine Unterstützung seiner Regierung abgelehnt. Tangs Ernennung durch Chen wurde weitgehend als überlegter Schritt gesehen, um die Unterstützung der weitgehend mit der Kuomintang sympathisierenden Führung der Streitkräfte zu erhalten. Ferner sollte die Ernennung des vom Festland stammenden Tang die Gegensätze zwischen der in Taiwan geborenen Bevölkerung und den in Festlandchina geborenen Einwanderern abmildern. Tang sah sich aber bereits unmittelbar nach seiner Ernennung dem Kreuzfeuer zwischen DDP und KMT ausgesetzt. Bereits am 6. Oktober 2000 trat er nach nur 139-tägiger Amtszeit offiziell aus Gesundheitsgründen zurück und war damit einer der Premierminister mit der kürzesten Amtszeit. Sein Nachfolger wurde daraufhin Chang Chun-hsiung von der Demokratische Fortschrittspartei.

## Weblink
- Eintrag in rulers.org